# Szabadkai támadás
A szabadkai támadást enyingi Török Bálint hajtotta végre a délvidéki szerbek ellen Szabadkán. Szapolyai János ugyanis ezt a helyet jelölte ki központjául Cserni Jován embereinek, ahol majd harcolhatnak a törökök ellen. A délvidéki nemeseknek nem tetszett mindez, mert egyrészt féltették jogaikat és birtokaikat, másrészt több szerb vajda önkényesen rátette a kezét egyes földekre.
Török Bálintnak azonkívül személyes ellentétei voltak Jovánnal, mert miután a törökök visszatakarodtak, a szerbek megszállták Török Bálint egyik szabadkai kastélyát. Állítólag Jován kijelentése ez volt: „Én ezt a kastélyt üresen találtam; tehát az enyém!” Ez viszont sértette Török Bálintot, aki 67 válogatott emberrel indult, hogy visszavegye, ami jog szerint az övé. A kastélyt megszállva tartó szerbek viszont többen voltak és könnyen visszaverték a támadást.
A hír eljutott Szapolyai fülébe is, de jelentéktelen perpatvarnak ítélte és megpróbálta a szerbek ellen ungorkodó nemeseket jobb belátásra bírni. Az összecsapások azonban sűrűsödtek a szerbek, valamint a magyar parasztok és nemesek között a földek okán, s Jován egyre arcátlanabbul kezdett viselkedni, ami végül a nyílt felkelésbe torkollott.
Török Bálint szabadkai akciója egyelőre a felkelést előkészítő zavargásokhoz tartozik, de éppúgy közrejátszott a helyzet elmérgesítésében a Délvidéken. Később Török Bálint megbosszulta a Jovántól kapott sérelmeket és megölte őt 1527-ben, amiért Szapolyai megjutalmazta.